# Archimedischer Algorithmus
Der Archimedische Algorithmus ist ein um 240 v. Chr. gefundenes Verfahren des griechischen Mathematikers Archimedes von Syrakus (ca. 287–212 v. Chr.) zur beliebig genauen Annäherung an die Kreiszahl {\displaystyle \pi }. Archimedes betrachtete regelmäßige Polygone, die dem Einheitskreis vom Umfang {\displaystyle 2\pi } ein- und umbeschrieben sind und deren Umfänge jeweils von unten und von oben gegen den Umfang des Einheitskreises konvergieren.
Diese Ideen gehen zwar schon auf Antiphon von Rhamnus und Bryson von Herakleia um 430 v. Chr. zurück, jedoch stammt der entscheidende Aspekt der fortlaufenden Verdopplung der Polygon-Eckenanzahl von Archimedes.

## Mathematische Formulierung

Darstellung im regelmäßigen Sechseck

Planfigur

Archimedes formulierte sein Ergebnis in seiner Abhandlung Die Kreismessung folgendermaßen:
„Der Umfang eines jeden Kreises ist dreimal so groß als der Durchmesser und noch um etwas größer, nämlich um weniger als ein Siebentel, aber um mehr als zehn Einundsiebenzigstel des Durchmessers.“
Diese Aussage kommt in der Beziehung
{\displaystyle 3{,}14084507\approx 3{\frac {10}{71}}<\pi ={\frac {U}{d}}<3{\frac {1}{7}}\approx 3{,}142857143}
zum Ausdruck.

## Beschreibung und Erläuterung
Da die Dreiecke {\displaystyle ABC} und {\displaystyle ADE} ähnlich zueinander sind, folgt nach dem Strahlensatz:
{\displaystyle {\frac {S_{n}}{1}}={\frac {s_{n}}{y}}\Leftrightarrow S_{n}={\frac {s_{n}}{y}}\qquad } (1)
Da das Dreieck {\displaystyle CGF} rechtwinklig ist, folgt nach dem Satz des Pythagoras:
{\displaystyle s_{2n}^{2}=\left({\frac {s_{n}}{2}}\right)^{2}+x^{2}\qquad } (2)
Da das Dreieck {\displaystyle AGC} ebenfalls rechtwinklig ist, folgt wieder nach dem Satz des Pythagoras:
{\displaystyle y^{2}+\left({\frac {s_{n}}{2}}\right)^{2}=1\Leftrightarrow y={\sqrt {1-\left({\frac {s_{n}}{2}}\right)^{2}}}\qquad } (3)
Wegen (2) und (3) gilt:
{\displaystyle s_{2n}^{2}=\left({\frac {s_{n}}{2}}\right)^{2}+x^{2}=\left({\frac {s_{n}}{2}}\right)^{2}+(1-y)^{2}=\left({\frac {s_{n}}{2}}\right)^{2}+\left(1-{\sqrt {1-\left({\frac {s_{n}}{2}}\right)^{2}}}\right)^{2}=2-2{\sqrt {1-\left({\frac {s_{n}}{2}}\right)^{2}}}}
Die Anwendung der zweiten binomischen Formel führt zu der Rekursionsformel:
{\displaystyle s_{2n}={\sqrt {2-{\sqrt {4-s_{n}^{2}}}}}}
Nach Einsetzen von (3) in (1) ergibt sich die nicht-rekursive Formel:
{\displaystyle S_{n}={\frac {s_{n}}{\sqrt {1-\left({\frac {s_{n}}{2}}\right)^{2}}}}}
Mit dem Startwert {\displaystyle s_{6}=r=1} im regelmäßigen Sechseck liefert der 96. Rekursionsschritt:
{\displaystyle s_{96}\approx 0{,}0654382\qquad } (4)
Nach Einsetzen von {\displaystyle s_{96}} in (4) erhält man:
{\displaystyle S_{96}\approx 0{,}0654732\qquad } (5)
Der Näherungswert für den Kreisumfang {\displaystyle 2\pi } ergibt sich hieraus jeweils durch Multiplikation von (4) und (5) mit der Eckenzahl 96.
In der folgenden Tabelle sind die ersten 13 Folgeglieder des Archimedischen Algorithmus dargestellt:
| {\displaystyle n} | {\displaystyle s_{n}} | {\displaystyle S_{n}} | {\displaystyle n\cdot s_{n}} | {\displaystyle n\cdot S_{n}} | {\displaystyle 2\pi -n\cdot s_{n}} | {\displaystyle 2\pi -n\cdot S_{n}} |
| 6                 | 1                     | 1,154700538           | 6                            | 6,92820323                   | 0,283185307                        | −0,645017923                       |
| 12                | 0,51763809            | 0,535898385           | 6,211657082                  | 6,430780618                  | 0,071528225                        | −0,147595311                       |
| 24                | 0,261052384           | 0,263304995           | 6,265257227                  | 6,319319884                  | 0,017928081                        | −0,036134577                       |
| 48                | 0,130806258           | 0,131086926           | 6,278700406                  | 6,292172430                  | 0,004484901                        | −0,008987123                       |
| 96                | 0,065438166           | 0,065473221           | 6,282063902                  | 6,285429199                  | 0,001121405                        | −0,002243892                       |
| 192               | 0,032723463           | 0,032727844           | 6,282904945                  | 6,283746100                  | 0,000280363                        | −0,000560793                       |
| 384               | 0,016362279           | 0,016362827           | 6,283115216                  | 6,283325494                  | 0,000070091                        | −0,000140187                       |
| 768               | 0,008181208           | 0,008181277           | 6,283167784                  | 6,283220353                  | 0,000017523                        | −0,000035046                       |
| 1536              | 0,004090613           | 0,004090621           | 6,283180926                  | 6,283194069                  | 0,000004381                        | −0,000008761                       |
| 3072              | 0,002045307           | 0,002045308           | 6,283184212                  | 6,283187498                  | 0,000001095                        | −0,000002190                       |
| 6144              | 0,001022654           | 0,001022654           | 6,283185033                  | 6,283185855                  | 0,000000274                        | −0,000000547                       |
| 12288             | 0,000511327           | 0,000511327           | 6,283185237                  | 6,283185443                  | 0,000000070                        | −0,000000135                       |
| 24576             | 0,000255663           | 0,000255663           | 6,283185291                  | 6,283185342                  | 0,000000017                        | −0,000000035                       |